# Сталкер (филм)
Сталкер (рус. Сталкер) је научнофантастични трилер снимљен 1979. године у режији Андреја Тарковског по мотивима романа „Пикник поред пута“ аутора Бориса и Аркадија Стругацког. Описује путовање тројице људи кроз постапокалиптичку дивљину названу Зона, у потрази за просторијом која испуњава најскривеније, најдубље жеље.
Сталкер води писца, разочараног и испуњеног цинизмом и критиком генија, и тихог научника који се са разлогом брине за свој ранац, кроз Зону, опасан предео пун чудних феномена непознатих науци и гравитационих аномалија које у тренутку могу да униште човека. Нико не зна шта се заиста десило у Зони. Претпостављају да је ту пао неки метеорит и пореметио силе природе. Цело место је окружено бодљикавом жицом и стражарима. У таквом амбијенту се одвија драма између и унутар тројице људи.
Филм је сниман свега неколико дана на простору напуштене хидроелектране, близу Јагале у Естонији. По сведочењу Владимира Шаруна, у близини места снимања, узводно, се налазило хемијско постројење које је испуштало отровне хемикалије у реку. У једном делу филма се може видети како за време лета пада снег и бела пена плови по реци. То је у ствари био смртоносни отров. Многе жене у екипи су добиле алергијске реакције по лицу. Сам Тарковски је умро од рака плућа, као и Анатолиј Солоњицин. Да је био у питању отров, било је недвосмислено јасно када је и Лариса Тарковска умрла од исте болести.

## Улоге
| Глумац                 | Улога            |
| ---------------------- | ---------------- |
| Александар Кајдановски | Сталкер          |
| Алиса Френдлих         | Сталкерова жена  |
| Анатолиј Солоницин     | Писац            |
| Николај Грињко         | Професор         |
| Наташа Абрамова        | Сталкерова ћерка |

## Филмска екипа
- Режисер: Андреј Тарковски
- Помоћни режисер: Лариса Тарковски
- Сценарио: Борис и Аркадиј Стругацки и Андреј Тарковски
- Монтажа: Људмила Фејгинова
- Музика: Едуард Артемјев
- Прва камера: Георгиј Рерберг (ниједан од његових снимака није коришћен)
- Друга камера: Александар Књажински
- Режисер звука: Владлен Шарун

## Теме и интерпретације
У рецензији за магазин Слант, критичар Ник Шагер описује филм као „густу, сложену, често контрадикторну и бескрајну алегорију о људској свести, неопходности вере у све секуларнији, рационалнији свет и ружним, непријатним сновима и жеље које бораве у срцима људи“, док признаје да искосаност слика чини дефинитивну интерпретацију „и беспредметна... [и] донекле узалудна“.
Неколико критичара је идентификовало природу људске жеље као централну тему филма. Џејмс Берардинели тумачећи наводи да „нечија најдубља жеља можда није оно што се мисли да јесте и да би можда било боље да је не оствари“, док Шагер описује филм као хватање „суштине онога што је човек направљен од... жудње за нечим што је истовремено ван нашег домашаја, а ипак својствено сваком од нас“.
Џеф Дајер тврди да Сталкер „тражи азил од света“ и каже да „иако филм можда није о гулагу, прогоне га сећања на логоре, због преклапања речника („Зона“, „месо брусилица") до Сталкерове обријане главе у зек стилу".
Тајанствена зона филма упоредила је са Чернобиљском зоном искључења која је успостављена 1986. (седам година након објављивања филма) после катастрофе у Чернобиљу.  Неки од људи запослених да воде рачуна о напуштеној електрани себе називају "сталкерима". Иако филм не прецизира порекло Зоне, при крају, на снимку Сталкера са породицом изван Зоне, у позадини се види оно нешто што личи електрани. Теме нуклеарног зрачења и деградације животне средине Тарковски ће поново истраживати у свом последњем филму Жртва.
На средини филма, Сталкер има унутрашњи монолог у коме цитира цео 76. одељак Књига пута и врлине, чији текст карактерише мекоћу и савитљивост као особине новорођенчета, дакле, новог живота; тврдоћа и снага су, напротив, особине које се приближавају смрти. („Човек, када уђе у живот, мек је и слаб. Када умре, он је тврд и јак")

## Продукција

### Сценарио
Након што је прочитао роман, Пикник поред пута, Аркадија и Бориса Стругацког, Тарковски га је у почетку препоручио пријатељу, филмском редитељу Михаилу Калатозову, мислећи да би Калатозов могао бити заинтересован да га адаптира. Калатозов је напустио пројекат када није могао да добије права на роман. Тарковски се тада веома заинтересовао за адаптацију романа и проширење његових концепата. Надао се да ће му то омогућити да сними филм који је у складу са класичним аристотеловским јединством; једну акцију, на једној локацији, у року од 24 сата (један тренутак у времену).
Тарковски је на идеју о Зони гледао као на драматично средство за извлачење личности тројице протагониста, посебно на психолошку штету узроковану идеалистичким погледима Сталкера јер он није у стању да усрећи друге:
„То је, такође, оно о чему је Сталкер: јунак пролази кроз тренутке очаја када му је вера пољуљана; али сваки пут када дође до обновљеног осећаја свог позива да служи људима који су изгубили наде и илузије.
Филм је знатно другачији од романа. Према интервјуу са Тарковским из 1979. године, филм у суштини нема ништа заједничко са романом осим две речи „Сталкер“ и „Зона“.
Ипак, постоји неколико сличности између романа и филма. У оба дела Зону чува полицијска или војна стража, очигледно овлашћена да употреби смртоносну силу. Сталкер у оба дела тестира сигурност свог пута бацајући матице и завртње везане комадићима тканине, потврђујући да гравитација функционише као и обично. Лик по имену Поркјупајн је ментор Сталкеру. У роману честе посете Зони повећавају вероватноћу абнормалности код потомака посетиоца. У књизи Сталкерова ћерка има светлу косу по целом телу, док је у филму обогаљена и има психокинетичке способности. „Млин за месо“, посебно опасна локација, помиње се и у филму и у књизи. Ни у роману ни у филму жене не улазе у зону — заиста, у филму се појављује женски лик који је представљен као да жели да уђе у зону, али коју Сталкер отпушта пре одласка. Коначно, циљ експедиције у оба дела је уређај за испуњавање жеља.

### Продукција
У интервјуу за ДВД МК2, сценограф Рашит Сафиулин, подсетио се да је Тарковски провео годину дана снимајући верзију сцена Сталкера на отвореном. Међутим, када се екипа вратила у Москву, открили су да је цео филм био непрописно развијен и да су њихови снимци неупотребљиви. Филм је снимљен на новом моделу Кодак 5247 са којим совјетске лабораторије нису биле баш упознате. Чак и пре него што је проблем са филмском траком откривен, односи између Тарковског и првог директора фотографије Георгија Рерберга су се погоршали. Након што је видео неправилно развијен материјал, Тарковски је отпустио Рерберга. У време када је откривен недостатак филма, Тарковски је снимио све сцене на отвореном и морао је да их одбаци као неупотребљиве. Сафиулин тврди да је Тарковски био толико очајан да је желео да напусти даљи рад на филму.
Након проблема са протраћеном филмском траком, совјетски филмски одбори су хтели да угасе пројекат, али је Тарковски дошао до решења: тражио је да му се дозволи снимање дводелног филма, што је подразумевало додатне рокове и више средстава. Тарковски је на крају поново снимио скоро цео филм са новим директором фотографије Александром Књажинским. Према речима Сафиулина, коначна верзија Сталкера је потпуно другачија од оне коју је Тарковски првобитно снимио.
Документарни филм Рерберг и Тарковски: обрнута страна „Сталкера” Игора Мајбороде нуди другачије тумачење односа Рерберга и Тарковског. Рерберг је сматрао да Тарковски није спреман за овај сценарио. Рекао је Тарковском да преправи сценарио како би постигао добар резултат. Тарковски га је игнорисао и наставио са снимањем. После неколико препирки, Тарковски је послао Рерберга кући. На крају, Тарковски је три пута снимао Сталкера и потрошо преко 5000 метара филмске траке. Људи који су видели и прву верзију коју је снимио Рерберг (као директор фотографије) и последњу биоскопску верзију кажу да су скоро идентичне. Тарковски је послао кући и друге чланове екипе поред Рерберга, искључујући и њих из шпице.
Централни део филма, у којем ликови путују унутар Зоне, снимљен је за неколико дана у две напуштене хидроелектране на реци Јагала у близини Талина, Естонија. Кадар пре него што уђу у зону је стара хемијска фабрика Флора у центру Талина, поред старог складишта соли Ротерманн (сада Музеј естонске архитектуре) и бивше Талинске електране, сада Талинског креативног центра, где је спомен-плоча о снимању филма  постављен 2008. Неки кадрови унутар Зоне снимљени су у Мардуу, поред електране Иру, док је снимак са капијама у Зони снимљен у Ласнамаеу, поред улице Пунане иза Идакескуса. Остали кадрови су снимљени у близини моста на аутопуту Талин–Нарва на реци Пирита.
Неколико људи укључених у филмску продукцију, укључујући Тарковског, умрло је од узрока које су неки чланови екипе приписали дугом снимању филма на токсичним локацијама.

### Стил
Као и други филмови Тарковског, Сталкер се ослања на дугачке кадрове са спорим, суптилним покретима камере, без употребу брзих монтажерских резова. Филм садржи 142 кадра у трајању од 163 минута, са просечном дужином кадра више од једног минута и многим кадровима који трају дуже од четири минута. Скоро све сцене које нису постављене у Зони су приказене у сепији или сличном висококонтрастном браон монохрому.

### Музика
Музику за филм Сталкер компоновао је Едуард Артемјев, који је компоновао и музику за претходне филмове Тарковског Соларис и Огледало. За Сталкер, Артемјев је компоновао и снимио две различите верзије партитуре. Прву партитуру је урадио сам оркестар, али ју је Тарковски одбио. Друга партитура која је коришћена у финалној верзији филма креирана је на синтисајзеру заједно са традиционалним инструментима којима је композитор манипулисао помоћу звучних ефеката.
У коначној верзији филмске музике, границе између музике и звука биле су замагљене, јер су природни звуци и музика у интеракцији до тачке у којој се не могу разликовати. У ствари, многи природни звуци нису били аутентично забележени током снимања на локацијама, већ их је створио Артемјев на свом синтисајзеру.
Поред оригиналне монофоне звучне подлоге, руски савет за кинематографију (Русцицо) креирао је алтернативни 5.1 сураунд звучни запис за ДВД издање 2001. године. Поред ремикса моно звучног записа, музика и звучни ефекти су уклоњени и додати у неколико сцена.У сцену где њих тројица моторизованим одводом путују у Зону додата је музика. У уводној и завршној сцени уклоњена је Бетовенова Девета симфонија, а у почетној сцени у Сталкеровој кући додани су амбијентални звуци, мењајући оригиналну музику, у којој је ова сцена била потпуно тиха осим звука воза.
На самом почетку, Тарковски није имао јасно разумевање музичке атмосфере филма и имао је само приближну идеју где ће у филму бити музика. Чак и након што је снимио сав материјал, наставио је потрагу за идеалном филмском музиком, желећи комбинацију оријенталне и западњачке музике. У разговору са Артемјевим је објаснио да му је потребна музика која одражава идеју да, иако Исток и Запад могу коегзистирати, нису у стању да се разумеју. Једна од идеја Тарковског је била извођење западне музике на оријенталним инструментима (или обрнуто). Артемјев је предложио да се испроба ова идеја са мотетом Pulcherrima Rosa анонимног италијанског композитора из 14. века посвећеном Девици Марији.
Тарковски испрва није сматрао мотет као прикладан за филм и замолио је Артемјева да му дода оријентални призвук. Касније је Тарковски предложио да позове музичаре из Јерменије и Азербејџана и да им дозволи да импровизују на мелодију мотета. Из Азербејџана је позван музичар који је одсвирао главну мелодију на тар базирану на мугаму, уз оркестарску позадину коју је написао Артемјев. Тарковски, који је, за њега необично, присуствовао целом снимању, одбацио је коначан резултат као другачији од онога што је тражио.
Преиспитујући свој приступ, коначно су нашли решење у теми која би створила стање унутрашње смирености и унутрашњег задовољства, или како је рекао Тарковски „простор замрзнут у динамичкој равнотежи”. Артемјев је знао за музичко дело из индијске класичне музике где се на танпури изводи продужени и непромењени позадински тон. Пошто је то дало Артемјеву утисак замрзнутог простора, он је искористио дело као инспирацију и створио позадински тон на свом синтисајзеру сличан позадинском тону изведеном на танпури. Потом је импровизовао на позадинском звуку, додавши флауту као европски, западним инструментом. Да би прикрио очигледну комбинацију европских и оријенталних инструмената, пропуштао је музику из првог плана кроз канале ефеката свог синтисајзера . Ови ефекти су укључивали модулацију звука флауте и снижавање брзине тара, тако да се могло чути оно што је Артемјев назвао „живот једне жице“. Тарковски је био задивљен резултатом, посебно му се допао звук тар, и користио је тему без икаквих измена у филму.

### Дизајн звука
Насловни низ прати главну тема Артемјева. Уводна секвенца филма која приказује Сталкерову собу је углавном јема. Повремено се чује оно шта би могао бити звук воза. Звук временом постаје све јачи и јаснији све док звук и вибрације предмета у просторији не дају осећај да воз пролази а да не види у кадру. Овај слушни утисак се брзо поништава пригушеним звуком Бетовенове симфоније бр. 9 . Извор ове музике је нејасан, што даје тон замагљивања стварности у филму. За овај део филма Тарковски је такође разматрао музику Рихарда Вагнера или Марсељезе.
У интервјуу са Тонином Гвером 1979. Тарковски је рекао да жели: „...музика која је мање-више популарна, која изражава кретање маса, тему друштвене судбине човечанства... Али ова музика мора да се једва чује испод буке, тако да је гледалац није свестан.“
Путовање у Зону моторизованим вагоном карактерише прекид везе између визуелне слике и звука. Присуство вагона се региструје само кроз звецкање точкова на шинама. Није приказан ни вагон, ни крајолик кроз који пролази, јер је камера фокусирана на лица ликова. Ова неповезаност увлачи публику у унутрашњи свет ликова и претвара физичко путовање у унутрашње путовање. Овај ефекат на публику је појачан Артемјевљевим ефектима синтисајзера, због којих звецкање точкова звуче све мање природно како путовање напредује. Када ова тројица у почетку стигну у зону, изгледа да је тиха. Тек после извесног времена, и тек мало чујно, може се чути шум далеке реке, шум ветра или повремени крик животиње. Ови звуци постају богатији и чујнији док Сталкер улази у свој први подухват у Зони као да га звук вуче ка Зони. Реткост звукова у Зони скреће пажњу на специфичне звуке, који су, као и у другим сценама, у великој мери ван визуелне слике. Животиње се могу чути у даљини, али се никада не приказују. Чује се поветарац, али се не приказује визуелна референца. Ефекат је појачан повременим ефектима синтисајзера који се стапају са природним звуцима и замагљују границе између вештачких и страних звукова и звукова природе.
Током путовања у Зони, звук воде постаје све израженији, што у комбинацији са визуелном сликом представља Зону као натопљени свет. У интервјуу Тарковски је одбацио идеју да вода има симболично значење у његовим филмовима, рекавши да је у његовим филмовима било толико кише јер у Русији увек пада киша. У другом интервјуу, о филму Носталгија, међутим, рекао је „Вода је мистериозни елемент, чији је један молекул веома фотогеничан. Може да пренесе кретање и осећај промене и флуктуације.“ Излазећи из тунела који Сталкер назива „млин за месо“, стижу до улаза у своју дестинацију, у собу. И овде, као и у остатку филма, звук се стално мења и није нужно повезан са визуелном сликом. Путовање у Зону се завршава тако што троје људи седе у соби, тихо, без звука. Када се звук настави, то је опет звук воде, али другачијег тона, мекши и нежнији, као да даје осећај катарзе и наде. Прелазак назад у свет ван Зоне је испраћен звуком. Док камера још увек приказује воду унутар Зоне, публика почиње да чује звук воза и Равеловог Болера, који подсећа на почетну сцену. Звучна слика света ван Зоне је иста као и раније, карактеришу је точкови возова, сирена са брода и звиждуци возова. Филм се завршава како је и почео, звуком воза који пролази, уз пригушени звук Бетовенове симфоније бр. 9, овога пута Оде радости из завршних тренутака симфоније. Као и у остатку филма, неповезаност између визуелне слике и звука оставља публици нејасну да ли је звук стваран или илузија.

## Пријем
По изласку, филм није доживео позитивну рецепцију. Званичници Госкина, владине групе која је иначе позната као Државни комитет за кинематографију, критиковали су филм. Када му је речено да Сталкер треба да буде бржи и динамичнији, Тарковски је одговорио: „Филм мора да буде спорији и досаднији на почетку тако да гледаоци који су ушли у погрешну салу имају времена да је напусте пре него што отпочне главна радња.“ На додатне опаске представника Госкина одворио је: „Занима ме гледиште само твоје људи: један се зове Бресон а други Бергман.“
Недавне рецензије филма су веома позитивне. Филм је заслужио место у анкети Британског филмског института „ 50 најбољих филмова свих времена “ која је спроведена за Sight & Sound у септембру 2012. Критичари су Сталкера навели на 29. месту, изједначено са филмом Шоа из 1985. године. Директори су га рангирали на 30. место. Џеф Дајер за Гардијану је описао филм као „синоним и за тврдњу да је кинематографија висока уметност и тест способности гледаоца да је цени као такву“. Критичар Дерек Адамс за Time Out Film Guide упоредио је Сталкера са Апокалипсом данас Франсиса Форда Кополе, такође објављеном 1979. године, и тврди да је филм „као путовање у срце таме“ и да „Сталкер изгледа“ много убедљивије од Кополиног филма."
Током 2018, филм је проглашен за 49. највећи филм на ваненглеском говорном подручју свих времена у анкети 209 критичара из 43 земље.

## Благајна и награде
Сталкер је продао 4,3 милиона карата у Совјетском Савезу.
Филм је награђен наградом екуменског жирија на Филмском фестивал уу Кану и наградом жирија публике – посебно признање на Фантаспорту у Португалу.

## Утицај и наслеђе

### Музика
- Године 2007, украјинска компанија за производњу видео-игара ГСЦ Гаме Ворлд објавила је S.T.A.L.K.E.R.: Shadow of Chernobyl, пуцачку игру из првог лица отвореног света, засновану и на филму и роману.[28]
- Метро Ексодус, видео игра из 2019., укључује локације реконструисане из филма. Цела серија видео игрица Метро је делимично под утицајем романа Пикник поред пута на коме је филм заснован.[29]

### Књижевност
- Енглески писац Џеф Дајер је 2012. године објавио Зону: Књига о филму о путовању у собу у којој је објединио лична запажања, као и критичке увиде о филму и искуству гледања.[28]

### Филм и телевизија
- Француски редитељ Крис Маркер користио је концепт „Зоне” за свој филм Sans Soleil[30]
- Филм Чернобиљски дневници из 2012. такође укључује туристичког водича, сличног Сталкеру, који групама даје „екстремне туре“ по области Чернобила.
- Џонатан Нолан, ко-креатор Западног света наводи Сталкера као утицај на његов рад за серију.[31]
- У филму Атомска плавуша из 2017. године, протагонисткиња Лорејн Бротон одлази у позориште у источном Берлину где се приказује Сталкер.[32]
- Annihilation (2018), научнофантастични психолошки хорор филм који је написао и режирао Алекс Гарланд, иако је заснован на истоименом роману Џефа ВандерМира, према тврдњи неких критичаре изгледа да има очигледне сличности са Пикником поред пута и Сталкером .[33][34][35][36][37] Међутим, такве идеје су навеле аутора романа Annihilation, на коме је филм базиран, да преко свог званичног Твитер налога изјави да његова прича „100% НИЈЕ посвета Пикнику/Сталкеру“.[38]

### Културне манифестације
- Филм је у великој мери утицао на Друштво какофоније у области залива Сан Франциска, које је организовало „Зонске излете” за учеснике.[39]
- Прво спаљивање дрвеног, симболичног човека у пустињи Блек Рок, у Невади, догодило се на "Зони путовања број 4" 1990. године. Ова прилика је еволуирала у огроман годишњи фестивал уметности, музике, културе под називом Burning Man.[39][40]

## Цитати
- Писац:

 Моја свест би хтела да се свет спасе кроз вегетаријанство... А моје несвесно жели сочни комад меса. А шта ја желим ?